# Поповцы (Погребищенский район)
Поповцы (укр. Попівці; в 1958—2016 гг. — Жовтневое, укр. Жовтневе) — село на Украине, находится в Погребищенском районе Винницкой области.
Код КОАТУУ — 0523485202. Население по переписи 2001 года составляет 128 человек. Почтовый индекс — 22230. Телефонный код — 4346.
Занимает площадь 0,142 км².

## Адрес местного совета
22230, Винницкая область, Погребищенский р-н, с. Саражинцы, ул. Садовая, 34